# Eric Otogo-Castane
Eric Arnaud Otogo-Castane (13 aprile 1976) è un arbitro di calcio gabonese.

## Carriera
Arbitro della massima serie gabonese, Eric Otogo-Castane è stato nominato internazionale il 1º gennaio 2011.
Nel novembre del 2011 ha diretto per la prima volta una partita tra nazionali maggiori, e precisamente Guinea Equatoriale e Madagascar, terminata 2-0.
Nel gennaio del 2012 è selezionato dalla CAF per la Coppa delle nazioni africane 2012, la prima in assoluto nella sua carriera. Nell'occasione dirige una partita della fase a gironi.  Nel settembre dello stesso anno, debutta nella fase a gironi della CAF Champions League.
Nel gennaio del 2013 è nuovamente selezionato per la Coppa delle nazioni africane 2013. Seconda partecipazione di fila per il fischietto gabonese, che si distingue per aver diretto due partite della fase a gironi, e la finale per il terzo posto, quest'ultima tra Mali e Ghana.
Nel gennaio del 2015 è selezionato per la Coppa delle nazioni africane 2015, dove dirige due incontri della fase a gironi, più una semifinale. Terza convocazione per l'arbitro gabonese, dopo le esperienze precedenti del 2012 e 2013.
Nel marzo 2015 viene resa nota dalla FIFA la sua convocazione al Mondiale Under 20, in programma tra maggio e giugno 2015 in Nuova Zelanda.
Nel gennaio del 2017 è selezionato per la Coppa delle nazioni africane 2017, dove un incontro della fase a gironi, più un quarto di finale.